# دجله
دِجله رودی است که از دامنه‌های جنوبی رشته‌ کوه توروس در شرق ترکیه سرچشمه می‌گیرد. پس از ورود به کشور عراق از میان شهرهای بزرگی چون بغداد و موصل عبور کرده به فرات و سرانجام هر دو به کارون می‌پیوندد که اروندرود را تشکیل می‌دهند و در پایان به خلیج فارس سرازیر می‌شوند. این رود با ۱۸۵۰ کیلومتر طول، شصت و هشتمین رود جهان از این حیث می‌باشد.
بر اساس یکی از نظریه‌های تاریخی، یکی از قدیمی‌ترین، یا شاید قدیمی‌ترین، تمدن جهان بین دو رود دجله و فرات پدید آمد و به همین سبب تمدن میان رودان نام گرفت.
این رود مرز تاریخی فلات ایران است که همواره چون مرزی طبیعی میان ایران و سرزمین‌های غرب فلات ایران روان بوده ‌است. با هجوم اعراب و گذر آن‌ها از این رود، تیسفون پایتخت ساسانیان در کناره این رود به تسخیر اعراب مسلمان درآمد.
دجله رود پرآب و بزرگی است، به گونه‌ای که میان بغداد و موصل کشتی‌هایی در آن حرکت می‌کنند که از نظر بازرگانی اهمیت بسیار دارد.

## نام‌گذاری
شکل قدیمی کلمه در یونان باستان به فرم Tigris به معنی ببر (tiger) از کلمه Tigrā در فارسی باستان اقتباس شده که خود آن نیز از کلمه ایلامی Tigra گرفته شده و آن نیز از کلمه سومری Idigna اقتباس شده‌است. کلمه سومری اصلی Idigna یا Idigina احتمالاً از id (i)gina به معنی «آب روان» گرفته شده‌است؛ که معنی آن در مقایسه با همسایه اش، فرات، که حرکت آرام آن منجر به ته‌نشین شدن بیشتر گل و لای و بالاتر بودن بستر آن نسبت به دجله می‌شود، می‌تواند به عنوان «رودخانه سریع» تفسیر شود. در زبان پارسی باستان هخامنشی نام این رود «تیگره»(= آب تند و تیز) بود که پس از تازش عرب‌ها به تیزپن (تیسفون)، پایتخت ساسانیان و تصرف میان رودان به دلیل نبودن صدای «گ» در زبان عربی، واژه پارسی «تیگره» به ریخت «دجله» به کار رفت. این در حالی است که در زبان انگلیسی همچنان این رود را با نام اصلی آن یعنی Tigris می‌شناسند و واژهٔ tiger در زبان انگلیسی نیز هم ریشه با همین نام است.
در زمان ساسانیان به این رود اَروَند نیز گفته می‌شده که همان معنی تیزرو را می‌دهد. در شاهنامه آمده‌است که:
در شاهنامه 11 بار واژه اروند رود بکار رفته است از جمله در شعر زیر 
| اگر پهلوانی ندانی زبان |  | به تازی تو اروند را دِجله خوان |

## رویدادهای تاریخی
- در سال ۵۳۹ پیش از میلاد، بابل ثروتمندترین شهر جهانِ آن روز به دست کوروش بزرگ تسخیر می‌گردد. سقوطی که با پایداری کم سپاه بابل در کرانه ساحلی رود دجله به وقوع پیوست.[۵]

## نگارخانه

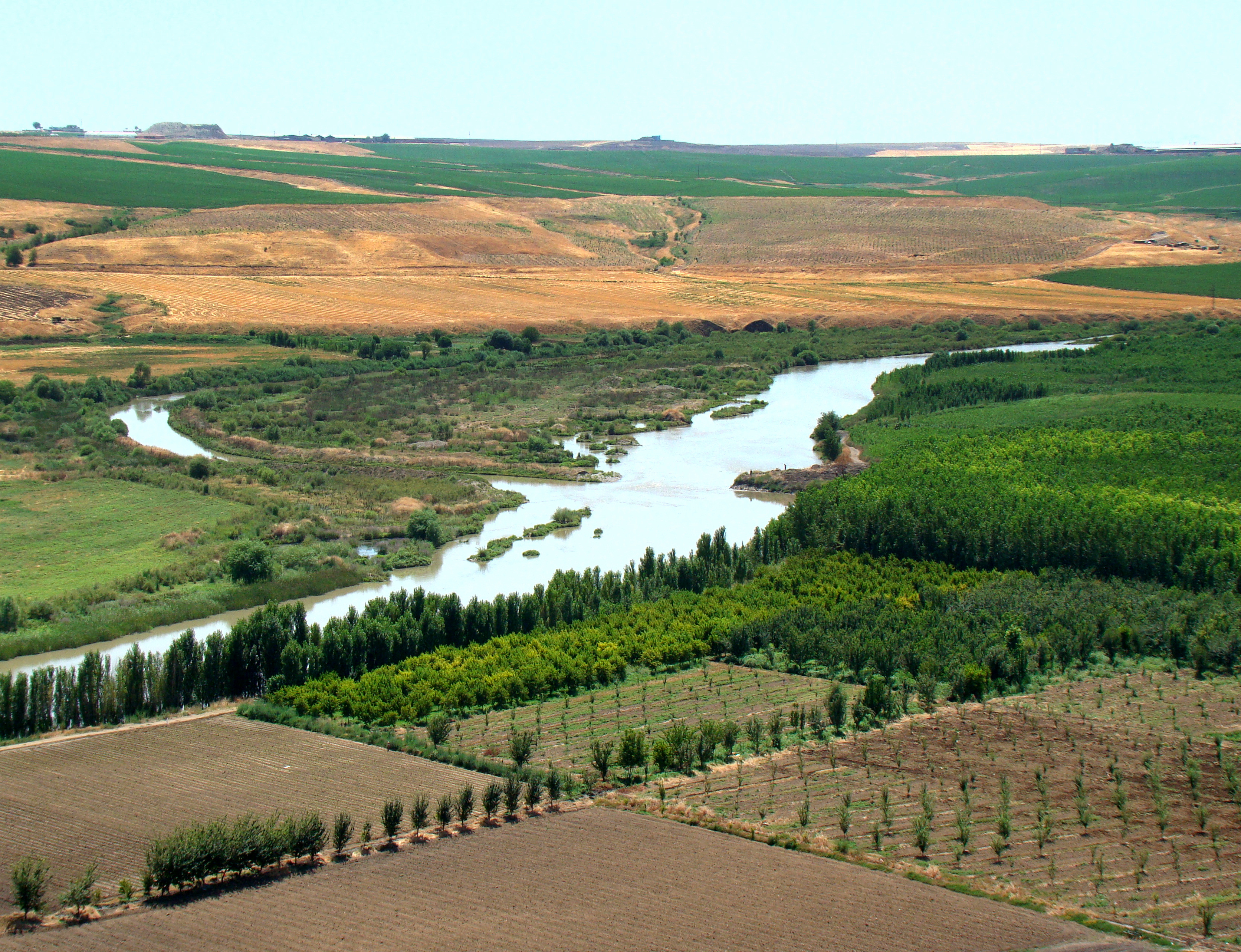
رود دِجله در دیاربکر، ترکیه
دجله از فراز بغداد (۱۳۰۳ خورشیدی)
بغداد (۱۳۰۳ خورشیدی)
بغداد (۱۳۰۳ خورشیدی)
پلی روی دجله در بغداد (۱۳۰۳ خورشیدی)
نمای دیگری از پل در بغداد (۱۳۰۳ خورشیدی)
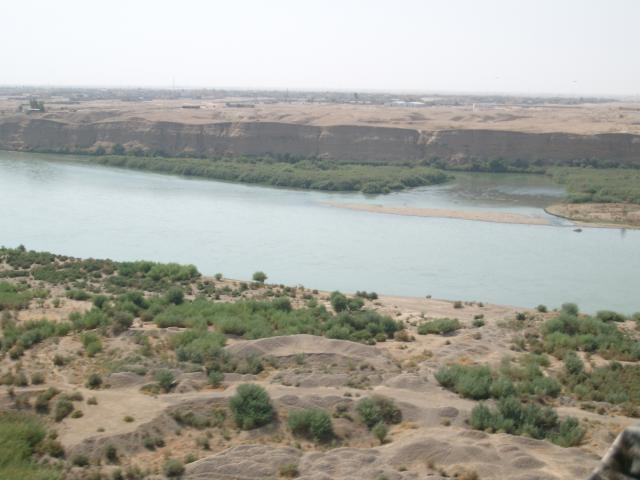
موصل
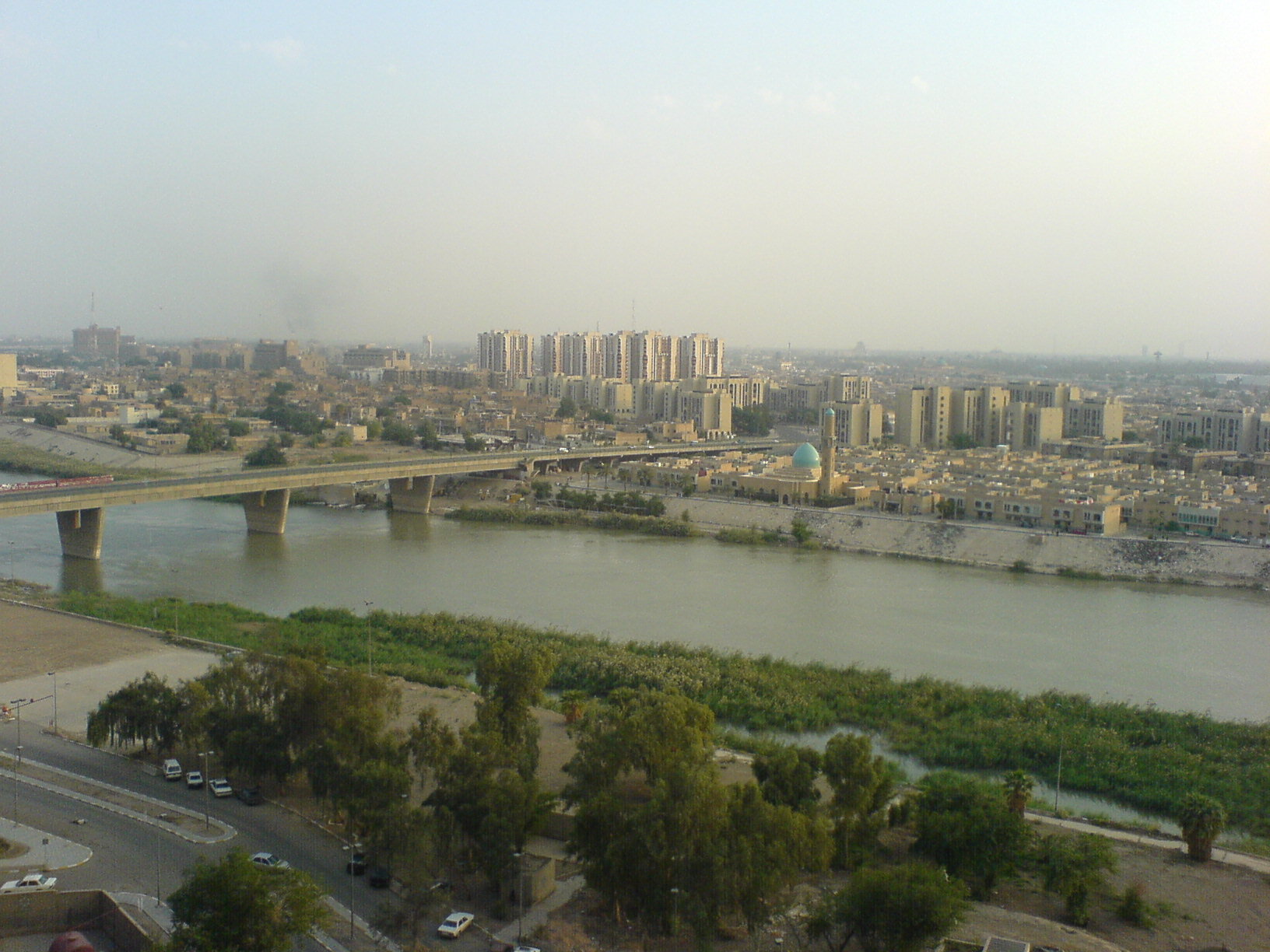
بغداد
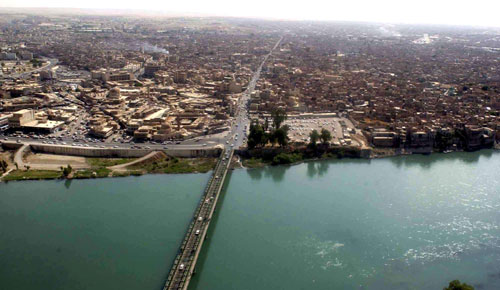
موصل

## در آثار هنری

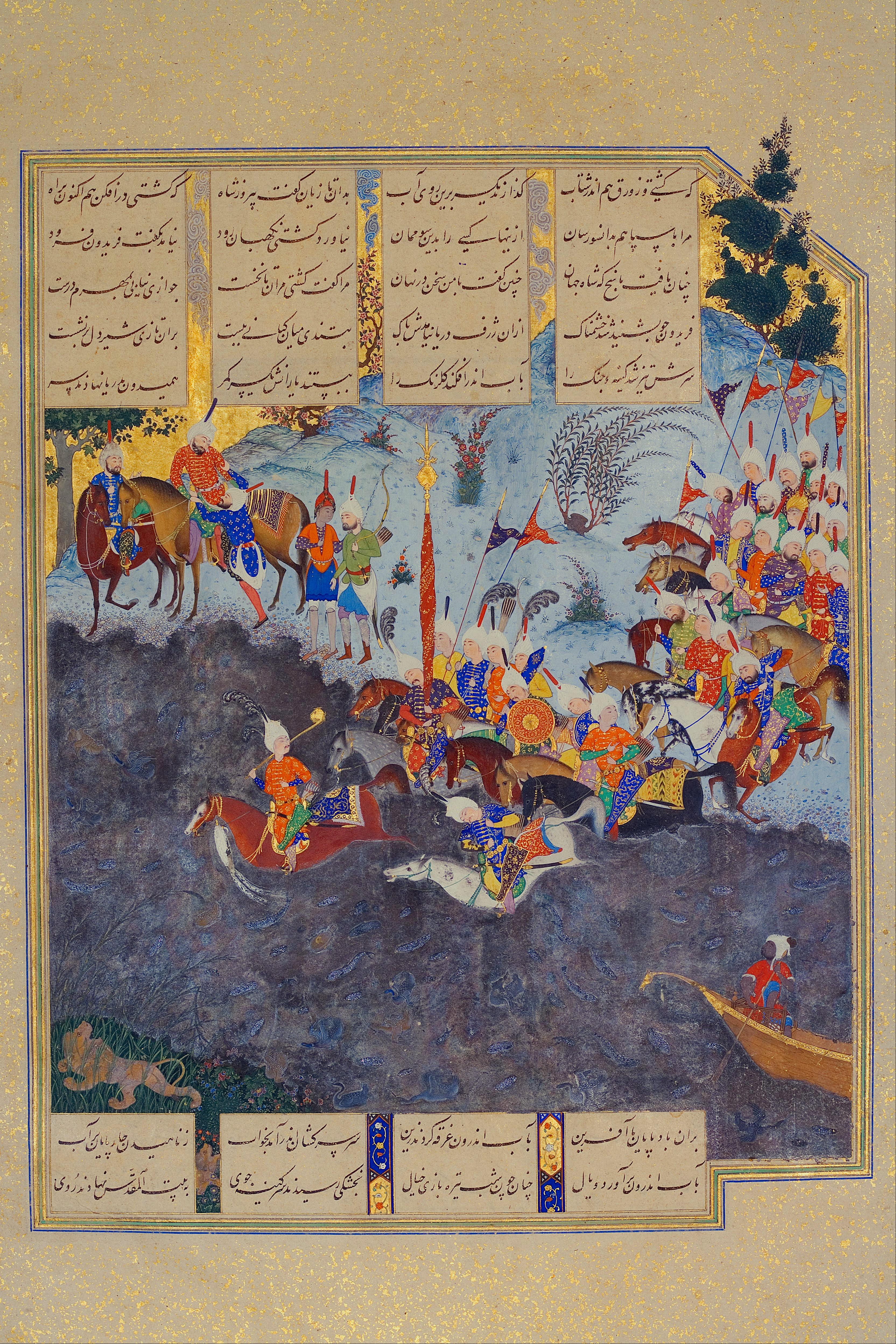
برگی از شاهنامه طهماسبی که به ماجرای عبور فریدون از دجله می‌پردازد.
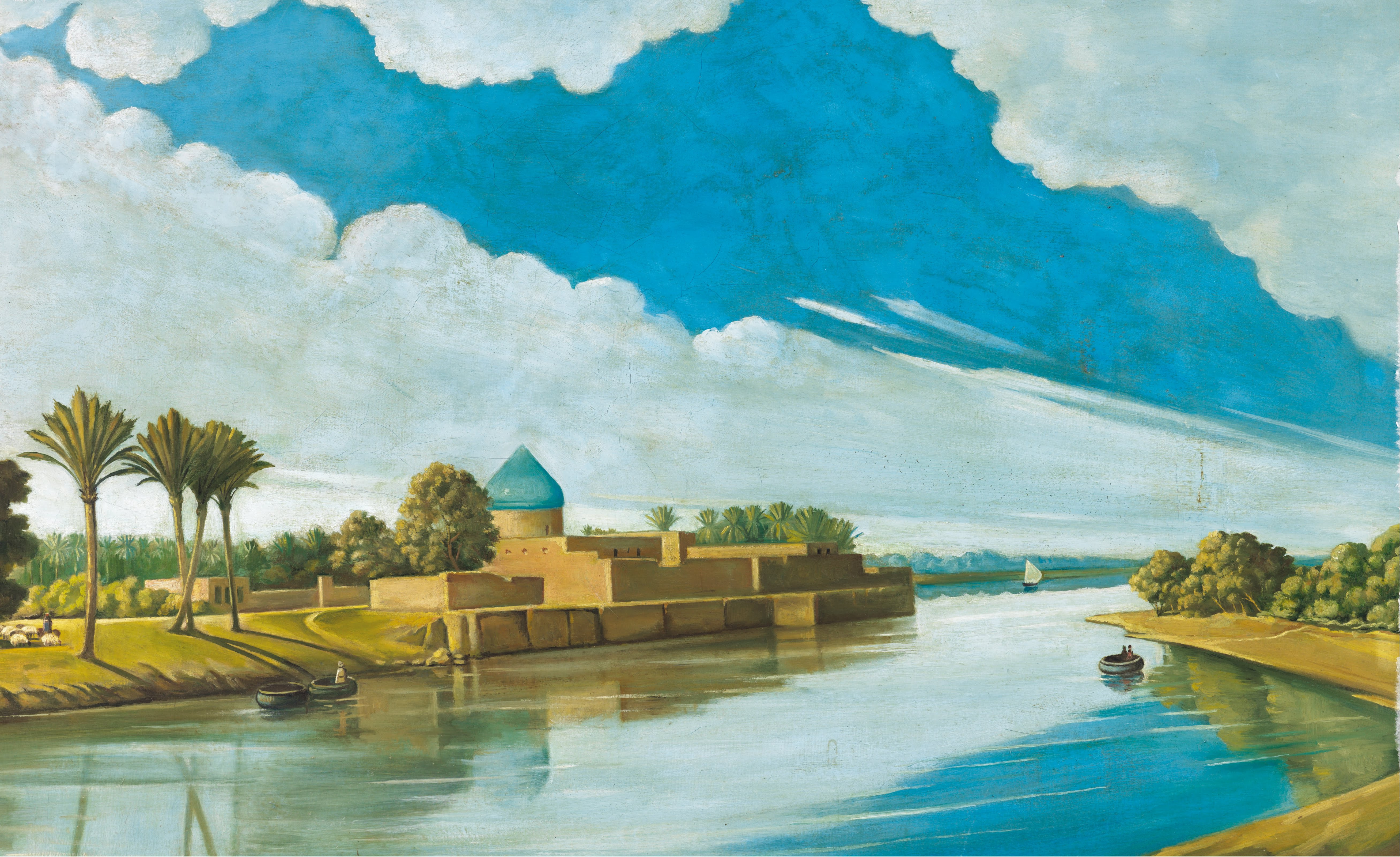
نمایی از دجله
۱۹۲۰ م.
اثر عبدالقادر الرسام
موزهٔ متحف